# Orhan Kemal
Pour les articles homonymes, voir Kemal.
Orhan Kemal, de son vrai nom Mehmet Raşit Öğütçü, né le 15 septembre 1914 et mort le 2 juin 1970 à Sofia, en Bulgarie, est un écrivain et romancier turc. Il est connu pour ses romans empreints de réalisme social, dépeignant dans ses œuvres la condition des couches sociales les plus pauvres de la société turque,.
Il est l'auteur de 51 œuvres, dont vingt-sept romans, dix-neuf nouvelles, cinq pièces de théâtre, des scénarios pour le cinéma turc et plusieurs poèmes,. Plusieurs de ses œuvres ont été adaptées au cinéma et à la télévision.
Un prix littéraire porte son nom en Turquie, le prix du roman Orhan-Kemal, décerné chaque année depuis 1972.

## Biographie
Orhan Kemal est né le 15 septembre 1914 à Ceyhan, dans la province d'Adana, en Turquie. Son père est Abdülkadir Kemali Bey, un homme politique turc député de Kastamonu et fondateur du Parti socialiste populaire (Ahali Cumhuriyet Fırkası) en 1930. Les activités politiques de son père contraignent celui-ci à fuir la Turquie pour la Syrie en 1931, forçant Orhan Kemal à abandonner ses études. De retour en Turquie l'année suivante, Orhan Kemal survit de petits travaux, en travaillant comme ouvrier dans des filatures de coton ainsi que dans des fabriques de textiles. Ces expériences sont une source d'inspiration pour certains de ses futurs écrits, dont les romans Murtaza et Cemile parus en 1952, ou la nouvelle Grev publiée en 1954. Il passe quatre années de sa vie en prison pour avoir écrit un poème antimilitariste, au cours desquelles il fait la connaissance du poète Nâzim Hikmet. Il tire de cette expérience carcérale matière à des écrits sur l'univers de la prison, dont la nouvelle 72. Koğuş (La Cellule 72).

## Postérité
Plusieurs de ses écrits ont été adaptés au cinéma ou à la télévision. Sur les terres fertiles est adapté au cinéma en 1979 par le réalisateur turc Erden Kıral. Son roman Hanımın Çiftliği, paru en 1961, a été adapté sous la forme d'une série télévisée à deux reprises, une première fois en 1990 et la seconde fois en 2009.

## Œuvres

### Romans
En français
- Sur les terres fertiles (1954), traduction de Jacqueline Bastuji et Kemal Bastuji.
- L'Inspecteur des inspecteurs (1966), traduction de Jean-Louis Mattei.
- L'Escroc (1969), traduction de Jean-Louis Mattei.

En turc
- Baba Evi (Le Toit paternel), 1949
- Avare Yillar (Les Années oisives), 1950
- Murtaza (Murtaza le gardien), 1952
- Cemile (Djémilé), 1952
- Bereketli Topraklar Üzerinde (Sur les terres fertiles), 1954
- Suçlu (Le Coupable), 1957
- Devlet Kuşu (L'Oiseau de la chance), 1958
- Vukuat Var (Il y a de l'action), 1958
- Gavurun Kızı  (La Fille de l'infidèle), 1959
- Küçücük (Tout petit), 1960
- Dünya Evi (Le Mariage), 1960
- El Kızı (La Fille de l'étranger), 1960
- Hanımın Çiftliği (La Ferme de Madame), 1961
- Eskici ve Oğulları (Le Fripier et ses fils), 1962
- Gurbet Kuşları (Les Oiseaux de l'exil), 1962
- Sokakların Çocuğu  (L'Enfant des rues), 1963
- Kanlı Topraklar (Les Terres sanglantes), 1963
- Bir Filiz Vardı (Il y avait une dénommée Filiz), 1965
- Müfettişler Müfettişi (L'Inspecteur des inspecteurs), 1966
- Yalancı Dünya (Monde menteur), 1966
- Evlerden Biri (L'Une des maisons), 1966
- Arkadaş Islıkları (Sifflements d'amis), 1968
- Sokaklardan Bir Kız (Une fille des rues) , 1968
- Üç Kağıtçı (L'Escroc), 1969
- Kötü Yol (Le Libertinage), 1969
- Kaçak (Le Fugitif), 1970 (posthume)
- Tersine Dünya (Le Monde à l'envers), 1986 (posthume)

### Nouvelles
- Ekmek Kavgası (La Bataille pour un morceau de pain), 1949
- Sarhoşlar (Les Gens saouls), 1951
- Çamaşırcının Kızı (La Fille de la Lavandière), 1952
- 72. Koğuş (Cellule 72), 1954
- Grev (La Grève), 1954
- Önce Ekmek (D'abord du pain), 1968
- Yağmur Yüklü Bulutlar (Les Nuages chargés de pluie), 1974

### Pièces de théâtre
- İspinozlar (Les pinsons), 1965
- 72. Koğuş (Cellule 72), 1967

### Mémoires
- Nazım Hikmet’le Üç buçuk Yıl (Trois ans et demi avec Nazim Hikmet), 1963

## Le prix Orhan-Kemal
Le prix Orhan Kemal (Orhan Kemal Roman Armağanı) est un prix littéraire décerné à des romans et à leurs auteurs, institué depuis 1972 par Orhan Kemal lui-même.

### Auteurs les plus célèbres ayant été récompensés
- 1972 : Yılmaz Güney pour Boynu Bükük Öldüler
- 1983 : Orhan Pamuk pour Cevdet Bey ve Oğulları
- 1986 : Yaşar Kemal pour Kale Kapısı
- 1997 : Suzan Samanci pour La neige s'installe sur les montagnes de Moor
- 2009 : Zülfü Livaneli pour Son Ada